# Luidia alternata
Luidia alternata är en sjöstjärneart som först beskrevs av Thomas Say 1825.  Luidia alternata ingår i släktet Luidia och familjen sprödsjöstjärnor.

## Underarter
Arten delas in i följande underarter:
- L. a. numidica
- L. a. alternata